# むさしあぶみ

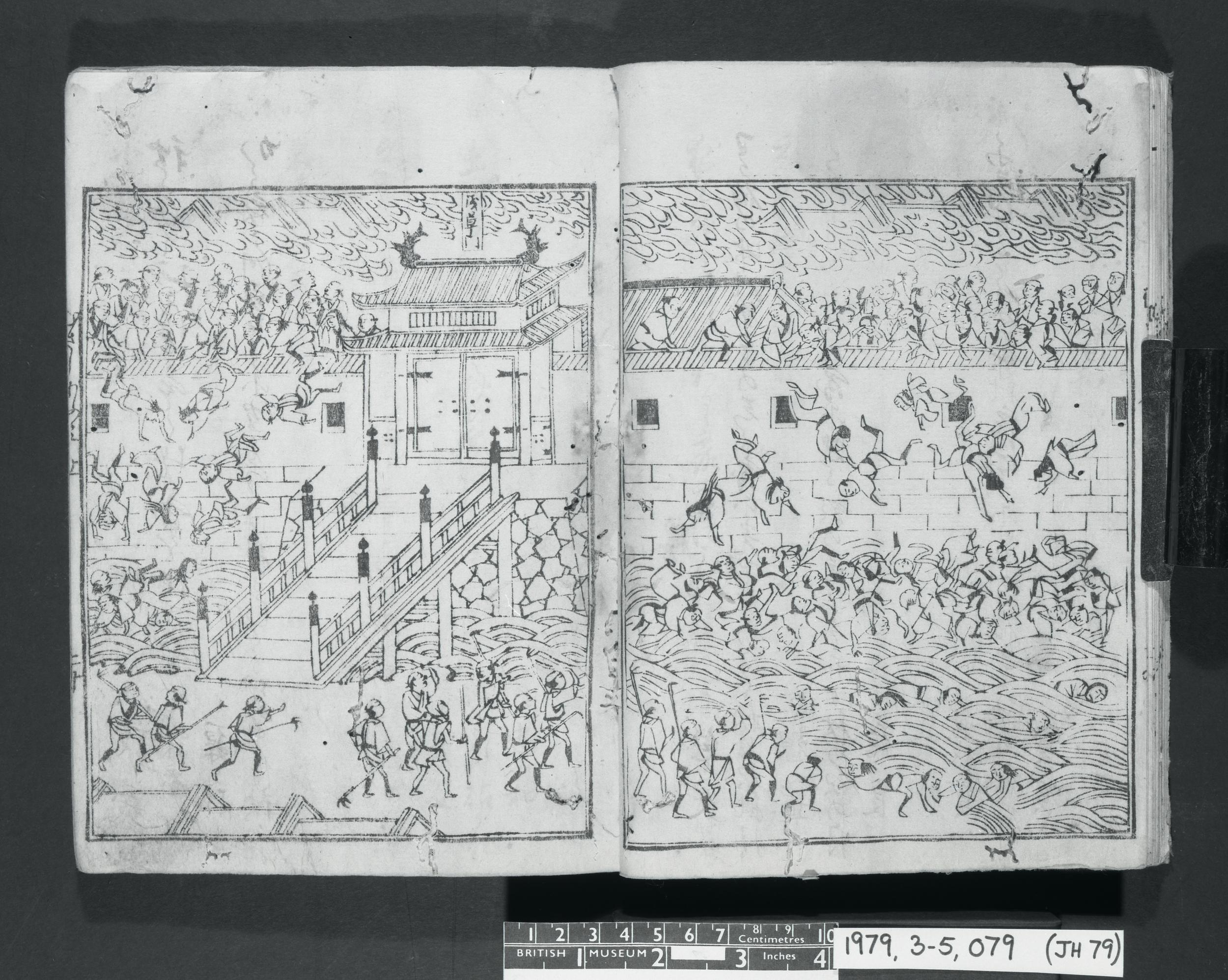
『むさしあぶみ』の一図。明暦の大火当時の浅草門。

『むさしあぶみ』は、浅井了意による仮名草子で、万治4年（1661年）刊行。以後何度か刊行された。上下巻から成る。明暦3年（1657年）1月に発生した明暦の大火のことを記しており、被害状況を伝える図版も見られる。

## 概要
初版は京五条寺町河野道清からだが、同年に京寺町二条上ル町中村五兵衛からも出版された。江戸でも延宝4年（1676年）山本九左衛門が出版。明和9年（1772年）には明和の大火を受けて即座に山本久左衛門・西宮新六による再版が出ている。
明暦の大火で全てを失った男が出家して楽斎房と名乗り、旅に出たところ、故郷の京北野天神で旧友の小間物売に遇い、自らの身の上を語る体裁をとる。著者と伝えられる浅井了意も上方の人だが、『江戸名所記』を執筆するなど江戸の事情にも通じ、浪人の身から出家した人物であるなど重なる部分がある。
大火の悲惨さを伝えることを目的とした文学作品であり、誇張した表現も多いと思われるが、大火の顛末がかなり正確に記されており、明暦の大火を語る上で欠かせない史料である。伝馬町牢屋敷の切り放ちや浅草門での悲劇など数々の逸話が載るが、大火の通称振袖火事の由来となった娘については触れられていないことが注目される。

## 書名の由来
小間物売に事の委細を問われた楽斎房が
と話を切り出すことからとられている。これは火元である本郷の一角に、一説に古く武蔵鐙職人が住んでいたことに由来するという鐙坂があることに着想し、当時汎く読まれていた古典『伊勢物語』第十三段「武蔵鐙」を踏まえたものである。
解釈には諸説あるものの、「むさしあぶみ」には、鐙が両足を載せるものであることから、二股をかけている意や、「武蔵逢ふ身」として武蔵で妻帯した身であることが掛かっているとされる。男が武蔵国で新しい女と結婚し、もとの女に心苦しくもこれを告げる場面である。この男の心持を、自らの辛い経験を話すか話すまいかと葛藤する楽斎房の心境に重ね合わせている。
更に、武蔵鐙に由来する同名の花があることから、「江戸の華」の意も掛けているとされる。